# ダイちゃん
ダイちゃんは、日本テレビ系列の放送局・静岡第一テレビ（SDT・Daiichi-TV）でかつて使用されていたマスコットキャラクター。

## 概要
ダイちゃんの登場は1994年。開局15周年のキャラクターとして登場し、周年後も後継続してマスコットとして使用。2015年末に御役御免になった。
登場から5年後の1999年（開局20周年の年）にはガールフレンドの「あいちゃん」が、地上デジタル放送を開始した2005年にはSDTの地上デジタルマスコットキャラクターグループ「デジ団」が登場。その後、地デジ完全移行となった2011年に御役御免となった。
ダイちゃんは、SDT地上デジタル放送のアイコンとしても使われていた。※2015年12月31日まで。
SDT地上デジタル放送の初期のウォーターマークにも使用されていた。
2015年に使用は終了したがその後も2017年8月まではTwitterアカウントは更新されていた。

## 特徴
顔がテレビ画面に変身するという『画面犬』である。明るく陽気であるが、あいちゃんのような女の子の前ではシャイになるという。

## ダイちゃんの仲間たち
- あいちゃん
  - ダイちゃんのガールフレンド。ダンスや歌、スポーツなど何でもこなし、イギリス生まれであることから英語も堪能な天才少女である。イチゴと花が大好物。
- デジ団（2005年-2011年）
  - デジボー
    - デジタル放送を世の中に広めるため、デジタル星からやってきた。デジ団のリーダーである。

  - デジボット
    - 記憶力はものすごくいいが、たまにボーっとする。手足が「0」と「1」でできている。

  - デジニャ
    - 腹黒な見た目とは違ってとても照れ屋。尻尾の色が5色に分かれているが『デジタル放送対応のきれいな尻尾』だという。「カエル逆立ち」が特技。

  - デジビ〜
    - 怒ったり泣いたりするたびに体の色が変わるというデジ団一の臆病者。触覚から放つ「デジビーム」が特技。

  - デジィ
    - 目玉が4つあり、多くの情報を一度に見ることができる。おしゃれには敏感で流行の最先端をいつも追っているという。

## ダイちゃんソングシリーズ
- ダイちゃんあいちゃんえかきうた
- こんにちはダイちゃんアイちゃん
- いろいろだいちゃんあいちゃん
- dan!dan!デジ団
- お天気うた〜いい日だね〜

## 静岡県内テレビ他局のマスコットキャラクター
- NHK静岡放送局 - しずくん
- 静岡放送 - なし
- テレビ静岡 - テレシーズ
- 静岡朝日テレビ - なし